# Un soir de pluie
Un soir de pluie est une chanson du duo français « Blues Trottoir » parue en 1987. Elle est écrite par Clémence Lhomme et composée par Jacques Davidovici.

## Conception
La chanson naît de la rencontre entre le compositeur Jacques Davidovici et la chanteuse Clémence Lhomme qui cherchait des musiques pour ses textes. Lhomme est convaincue par une composition jazzy qui avait été précédemment refusée par Jacques Vabre pour une publicité. Elle envisage initialement une chanson en anglais intitulée Old New York Town mais sur la recommandation de Davidovici opte pour des paroles en français.
Pour l'accompagner au saxophone, Lhomme fait appel à son ami Olivier Defays, le fils du comédien Pierre Richard.
La chanson est refusée par plusieurs maisons de disque, puis Carrère accepte de la publier après un premier refus.

## Réception
Un soir de pluie atteint la sixième place au Top 50 et se vend à plus de 450 000 exemplaires. La chanson est élue meilleure chanson de l'année au Midem 1988, à égalité avec Joe le taxi de Vanessa Paradis.
C'est un succès sans lendemain pour Blues Trottoir qui se sépare au début des années 1990.